# Devens (Massachusetts)
Devens é um lugar designado pelo censo localizado nos condados de Middlesex e Worcester no estado estadounidense de Massachusetts. No Censo de 2010 tinha uma população de 1.840 habitantes e uma densidade populacional de 103,79 pessoas por km².

## Geografia
Devens encontra-se localizado nas coordenadas 42° 32′ 36″ N, 71° 36′ 51″ O. Segundo a Departamento do Censo dos Estados Unidos, Devens tem uma superfície total de 17.73 km², da qual 17.5 km² correspondem a terra firme e (1.31%) 0.23 km² é água.

## Demografia
Segundo o censo de 2010, tinha 1.840 pessoas residindo em Devens. A densidade populacional era de 103,79 hab./km². Dos 1.840 habitantes, Devens estava composto pelo 77.07% brancos, o 19.08% eram afroamericanos, o 0% eram amerindios, o 2.72% eram asiáticos, o 0% eram insulares do Pacífico, o 0.76% eram de outras raças e o 0.38% pertenciam a duas ou mais raças. Do total da população o 10.54% eram hispanos ou latinos de qualquer raça.